# 貝類

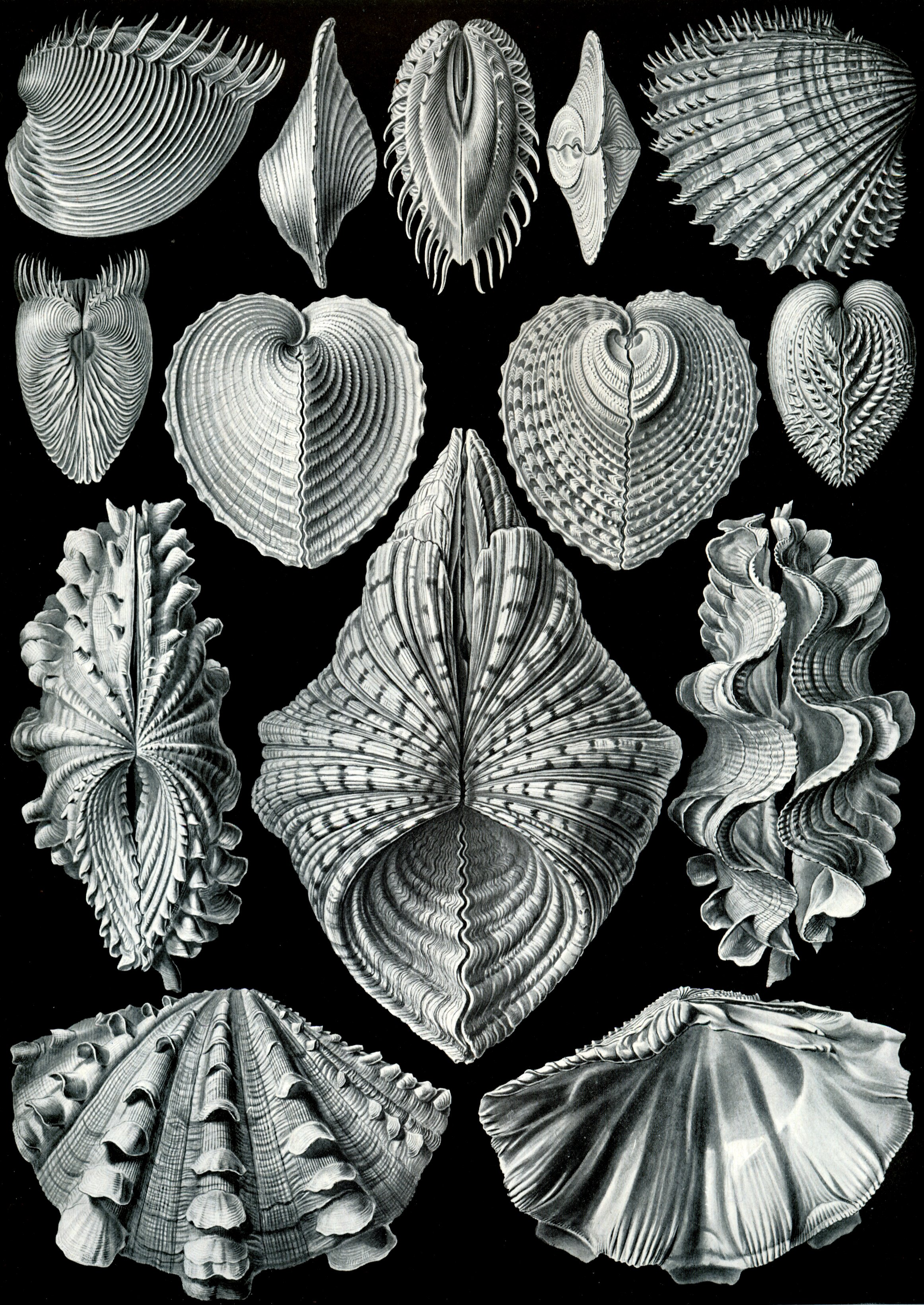
《自然界的藝術形態》 (1904), 圖版 55: 双壳纲。鳞砗磲等

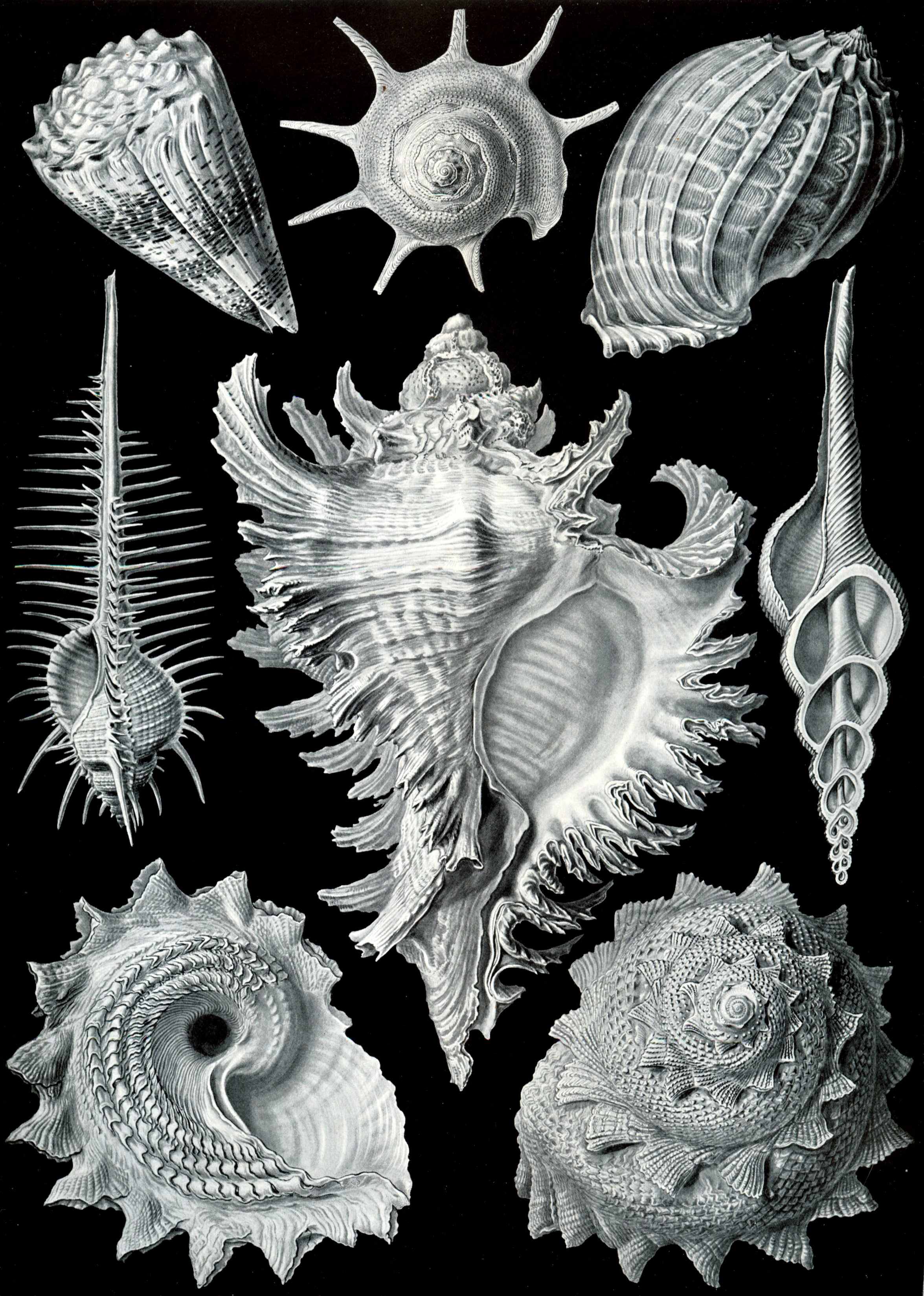
《自然界的藝術形態》 (1904), 圖版 53: Prosobranchia。星螺、帝王芋螺、大卫杨桃螺、维那斯骨螺、大千手螺、纺轴长旋螺

貝類泛指所有拥有笼罩身体的钙化外骨骼（貝殼）的水生无脊椎动物。

## 定义
“贝类”在口語上是一個极其不精確的分類，並不擁有科學上的定義，其涵蓋範圍非常之大，可橫跨各種不同的门級别的分类单元。在生物分類學上，貝類通常专指軟體動物門中的有壳亚门，其中主要指雙殼綱（如扇贝），但广义上则对应英文的一词，还可以包含大部份腹足綱（拥有扭旋外壳的螺类，如海螺和田螺）、头足纲（非蛸类的鹦鹉螺和菊石）和掘足纲（象牙贝）软体动物，以及同样分泌碳酸钙制造保护性外骨骼的多板纲（石鳖）、腕足動物門（舌形貝等）和節肢動物門中的鞘甲綱（藤壺和烏龜腳）。

## 常见种类
因为大部份貝類在煮熟至100摄氏度，持續2分鐘後即可讓毒素和寄生蟲完全消失，所以被人類当作是一种常见的食物來源，於歐洲、東亞、東南亞和太平洋群島中常見，在日本和韓國甚至也能被生食。

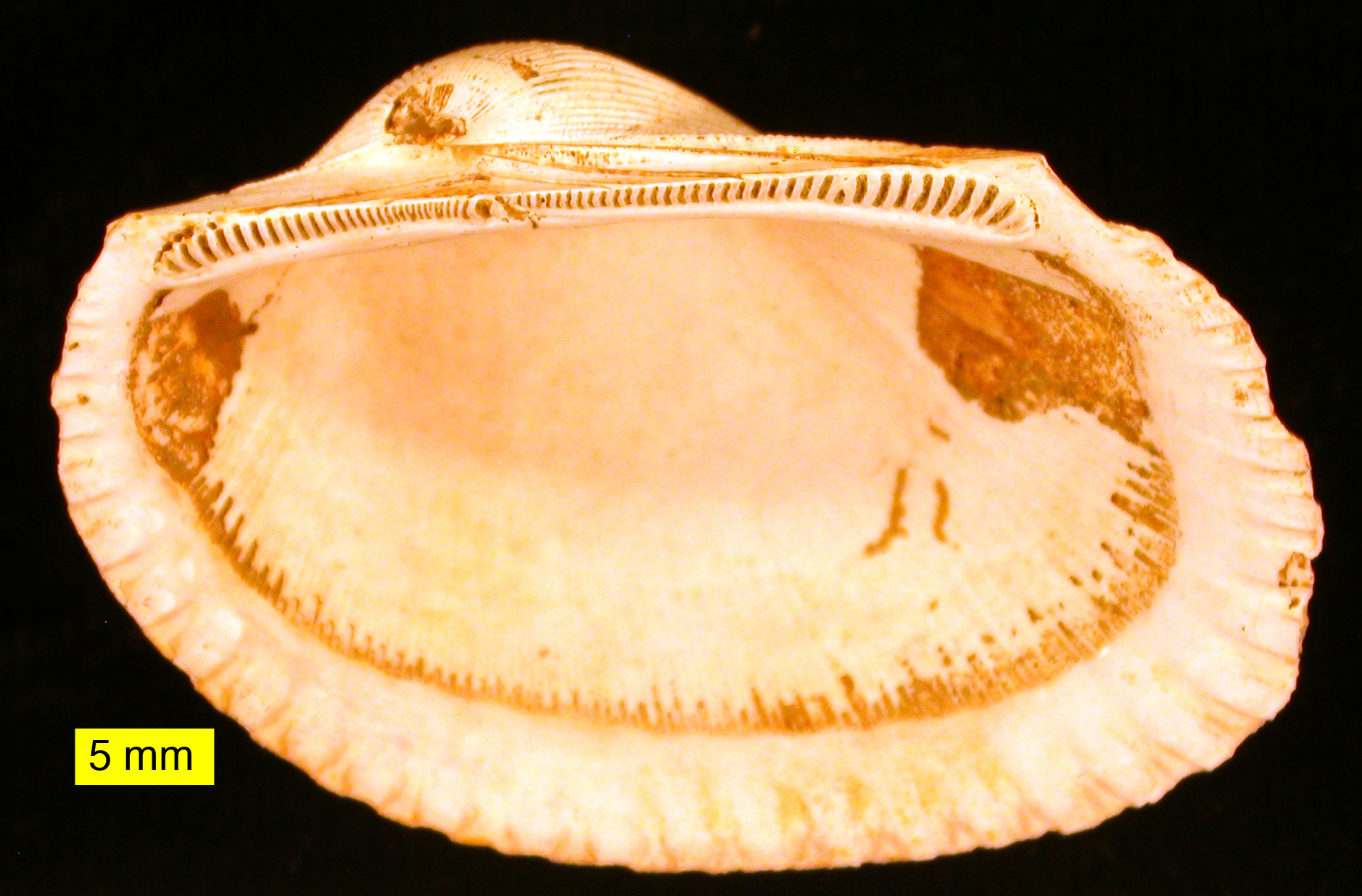
蚶
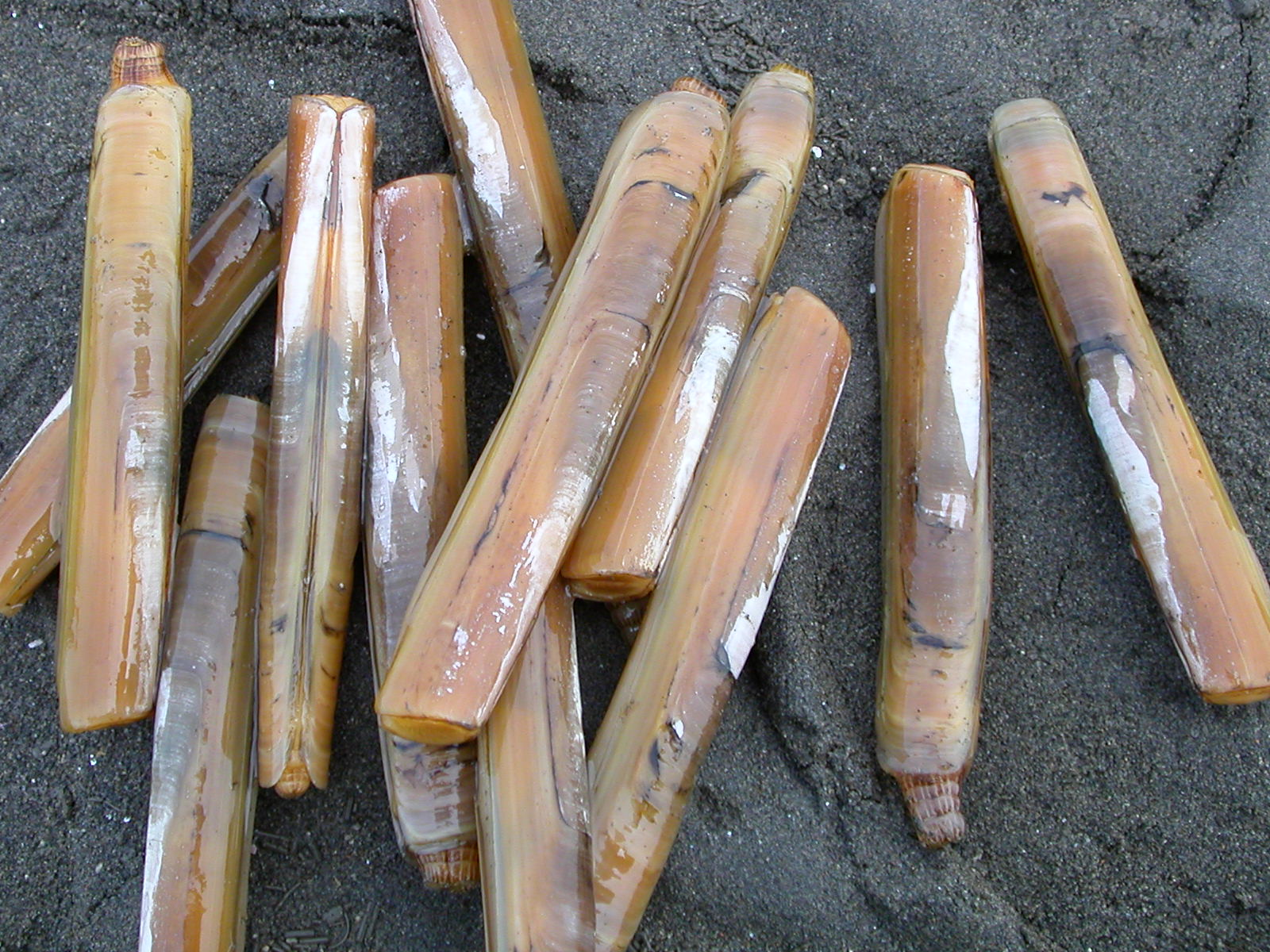
蛏
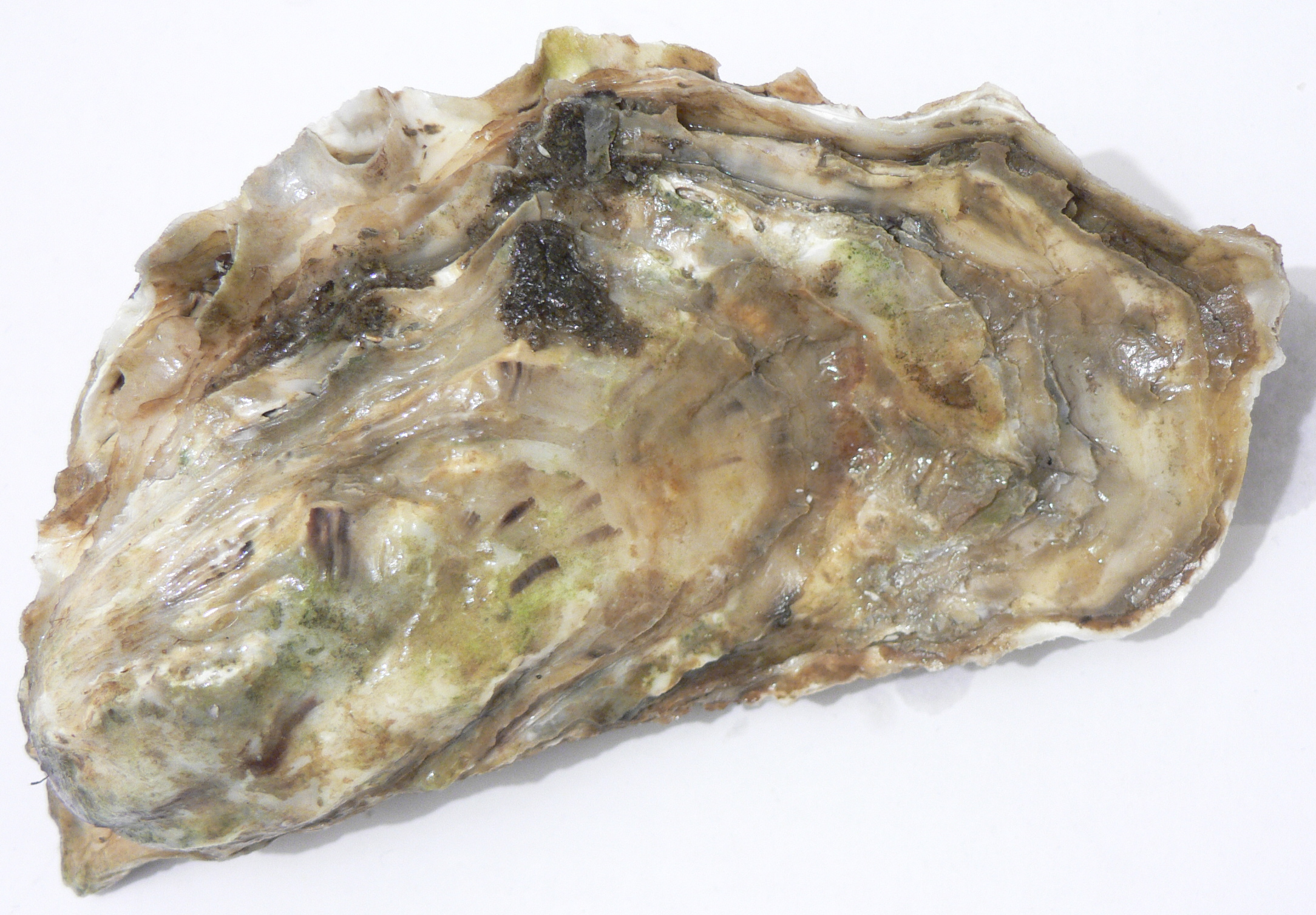
蚝（牡蠣）
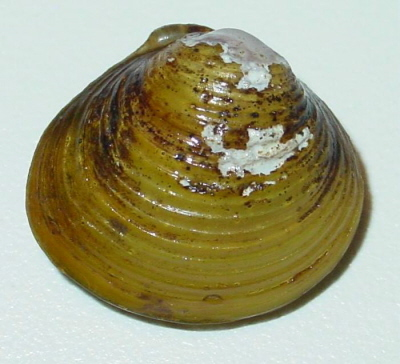
蜆
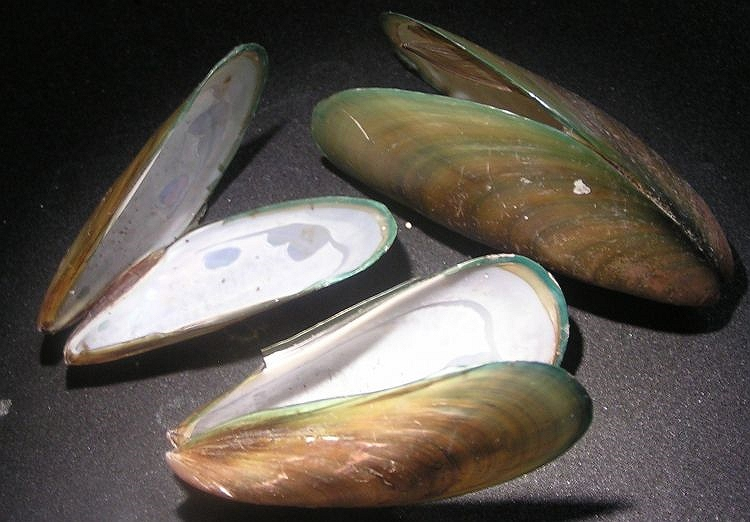
贻贝

## 延伸阅读
[在维基数据编辑]
 《欽定古今圖書集成·博物彙編·禽蟲典·貝部》，出自陈梦雷《古今圖書集成》